# Anke Geißler

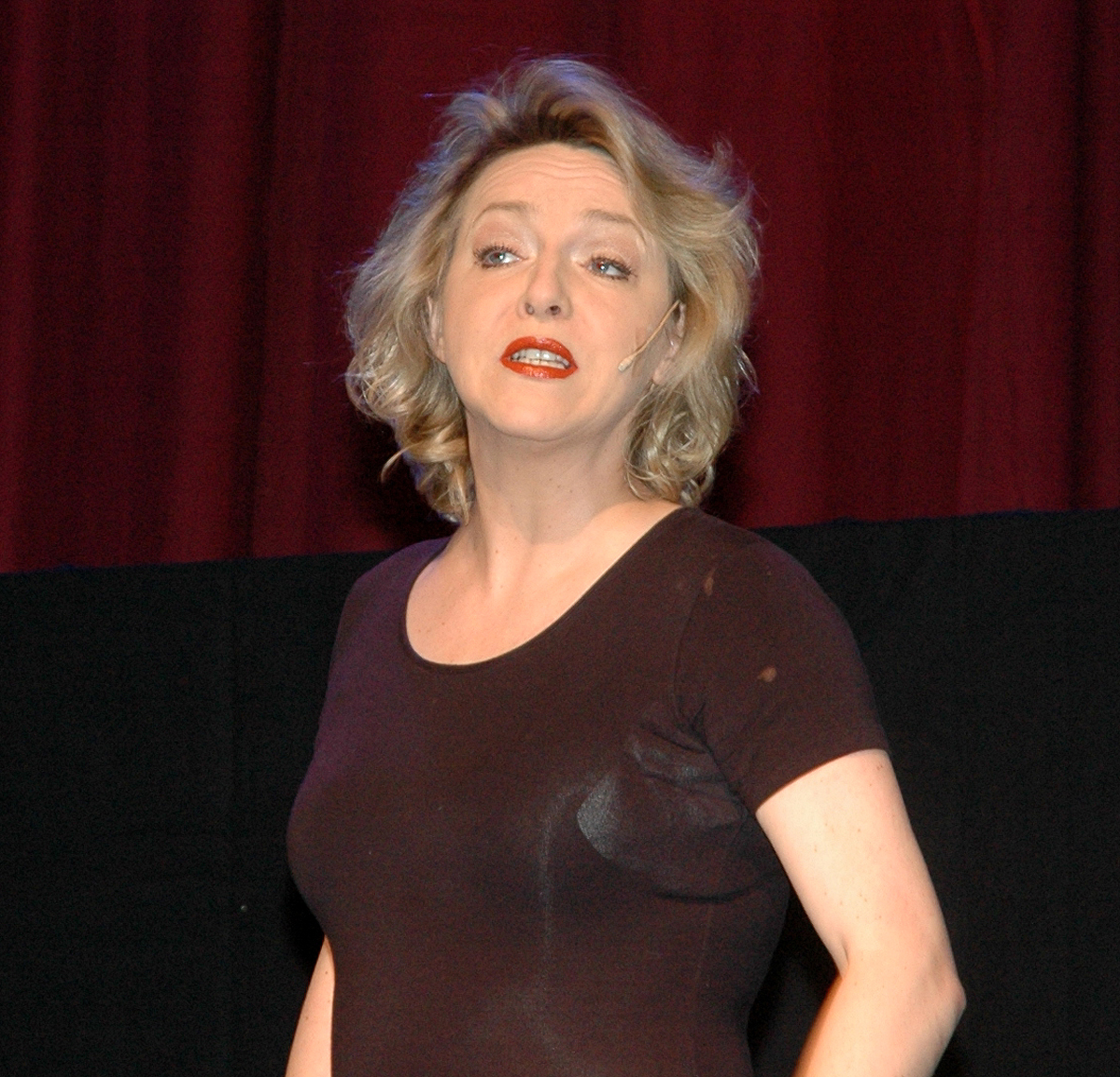
Anke Geißler bei ihrem Auftritt bei der Internationalen Kulturbörse in Freiburg 2012

Anke Geißler (* 29. April 1970 in Leipzig) ist eine deutsche Kabarettistin.

## Leben und Wirken
Geißler  war von 1978 bis 1984 Mitglied im Rundfunk-Kinderchor Leipzig. Ab 1984 sammelte sie erste Erfahrungen im Schülerkabarett. Noch während ihrer Ausbildung zur Krippenpädagogin schloss Geißler sich der Leipziger Funzel an, wo sie bis 1990 Ensemblemitglied war. Seit 1991 ist Anke Geißler als Darstellerin, Regieassistentin, Dramaturgin und gelegentlich als Autorin beim Kabarett academixer in Leipzig tätig.
Im Jahr 1993 gastierte sie als Darstellerin beim Kabarett Leipziger Pfeffermühle.
Seit 2002 ist sie zunehmend solistisch tätig, spielt, singt, schreibt, produziert. 2002 war sie als Sprecherin bei einer Aufführung der Weihnachtsgans Auguste durch das MDR-Sinfonieorchester und den MDR-Kinderchor im Gewandhaus in Leipzig beteiligt. 2008 war sie Gastgeberin bei der Großen Jürgen-Hart-Satire-Matinee im Centraltheater Leipzig zusammen mit Lothar Bölck. 2009 war Geißler zu Gast bei der Großen MDR-Lachmesse-Gala. 2011 erfolgte eine Wiederaufnahme von „Gewonnen“ Best of.

## Echte Sachsen
Auch Sachsen sind Menschen, echte Menschen!; Geißler ist Hauptfigur in diesem Bühnenprogramm.